# 金荘線
金荘線（きんしょうせん）は中国遼寧省大連市金州区の金州駅より荘河市の荘河駅に至る中国国鉄が運営する鉄道路線。非電化路線。沿線は海塩、搾油用の作物、材木および果物を豊富に産出する。正式には、金州より城子坦を金城線、城子坦より荘河は城荘線と区別され、城子坦より先、荘河市の部分は荘河地方鉄路の管轄となる。
日本が関東州として租借していた1927年10月1日に、私設鉄道の金福鉄路（金州駅 - 城子疃駅（現・城子坦駅））として開通。1939年5月20日に南満州鉄道に買収され、1945年までは同社の金城線として運営されていた。城子坦より荘河までの区間は1984年7月から1986年10月まで建設された。
以前は大連 - 荘河間に1日1往復の普通旅客列車が設定されていた(大連 - 金州間は瀋大線に乗り入れ)が、現在は金州駅着発である。往路が午前で午後が復路（6333/6334列車）
東北特鋼集団の新工場が登沙河駅に隣接しているたため、2011年5月30日より、瀋大線周水子駅始発で工場直行列車「東北特鋼号」1日2往復の運行を始めた。15両編成、定員は1640人、所要時間65分。
なお、2015年12月に丹大都市間鉄道が大連・大連北から金州・荘河を通って丹東まで新設されたのに伴い廃止された。

## 接続路線
- 金州駅 - 瀋大線

## 駅名一覧
| 距離表               | 距離表         |
| -------------------- | -------------- |
| 都市（駅）名         | 起点からの距離 |
| 金州駅               | 0              |
| 金州東門駅（貨物駅） | 3              |
| 牛角山駅             | 11             |
| 広寧寺駅             | 18             |
| 蚕厰屯駅             | 26             |
| 亮甲店駅             | 32             |
| 泉水屯駅             | 38             |
| 登沙河駅             | 45             |
| 旗杵底駅             | 51             |
| 杏樹屯駅             | 56             |
| 大劉家駅             | 63             |
| 皮口駅               | 84             |
| 夾心子駅             | 92             |
| 城子坦駅             | 102            |
| 明陽駅               | 117            |
| 高陽鎮駅             | 132            |
| 大鄭駅               | 137            |
| 荘河駅               | 152            |

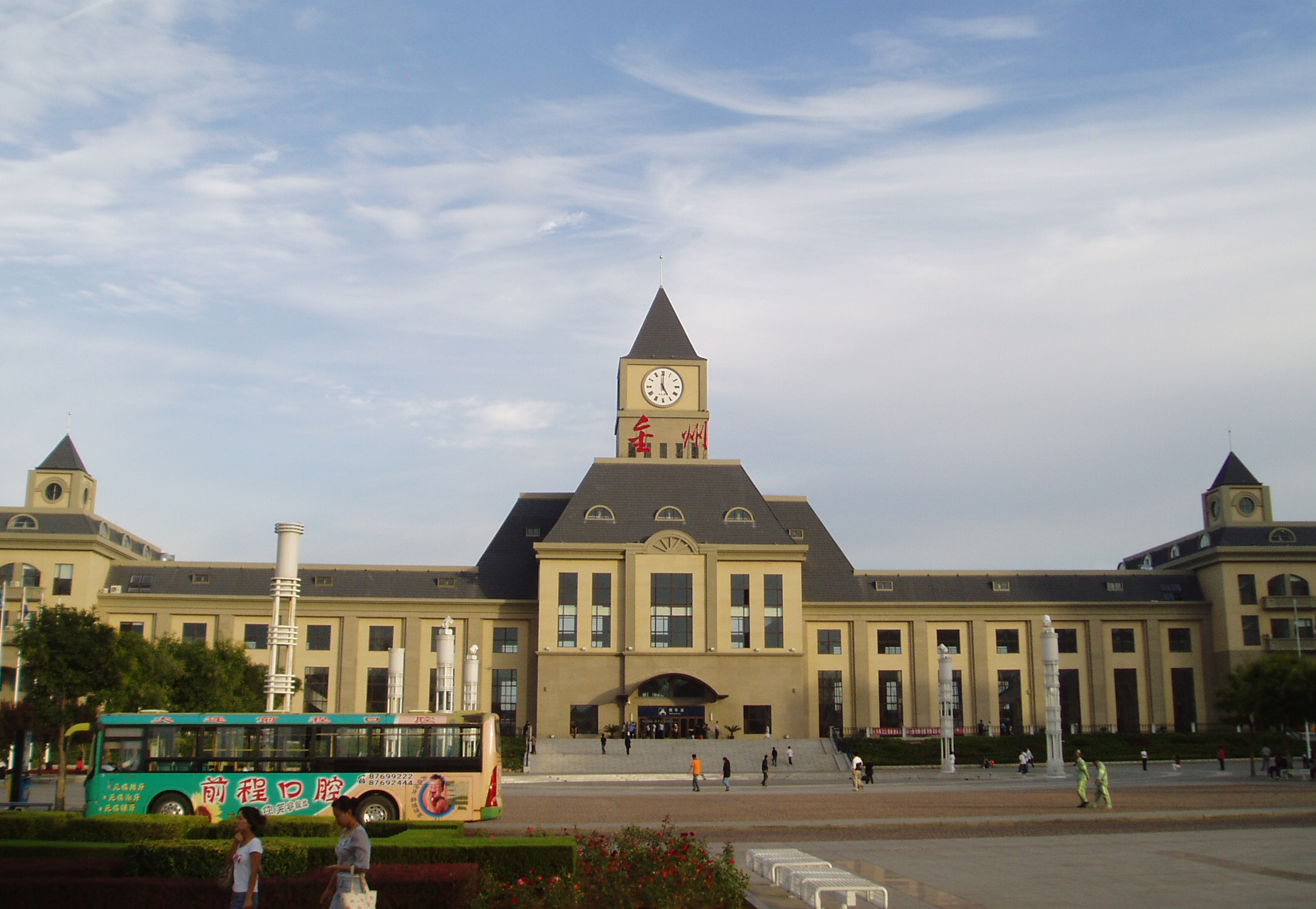
金州駅（2009年9月）

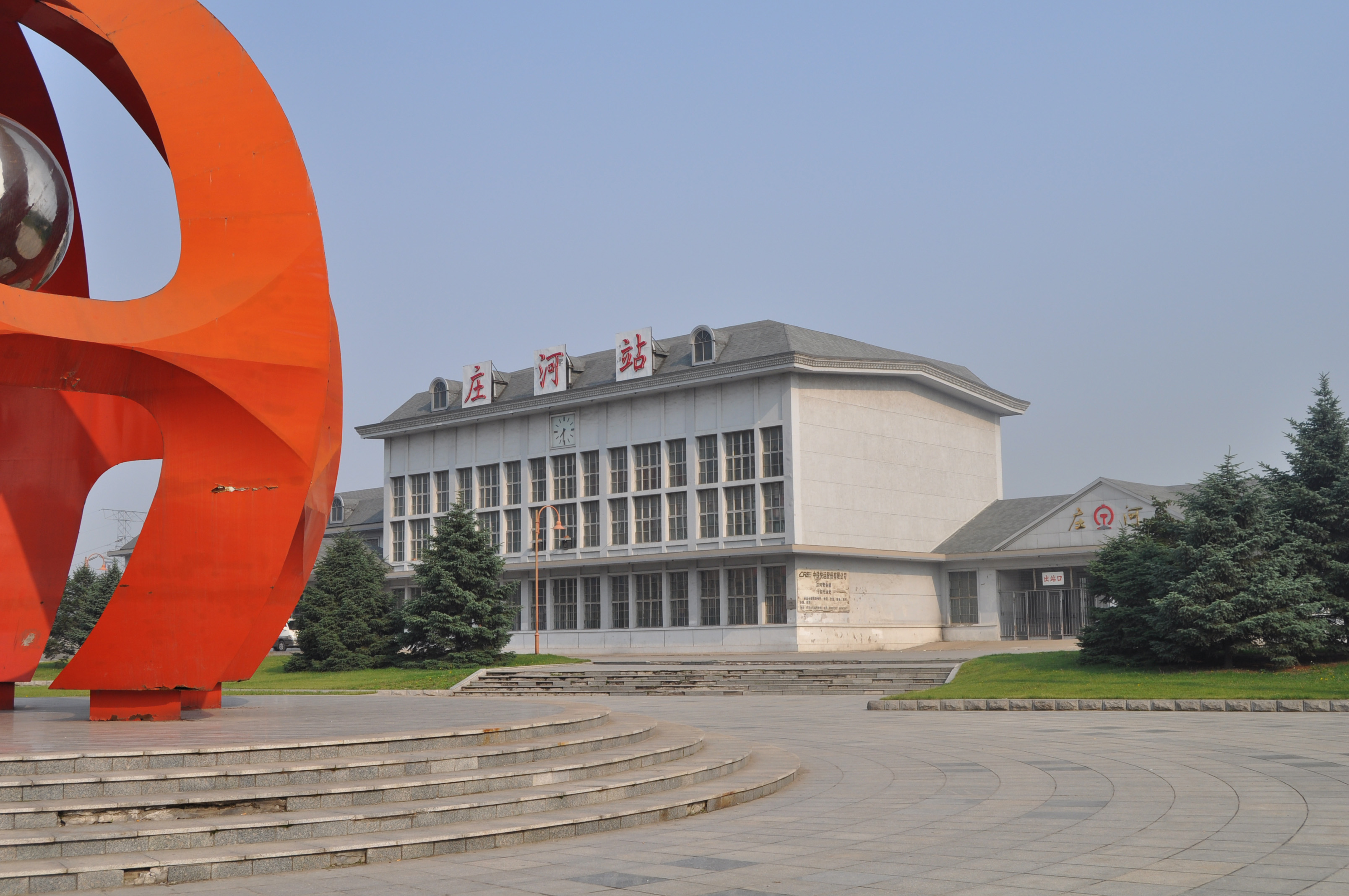
荘河駅（2011年6月）

金州 - 金州東門 - 牛角山 - 広寧寺 - 蚕厰屯 - 亮甲店 - 泉水屯 - 登沙河 - 旗杵底 - 杏樹屯 - 大劉家 - 皮口 - 夾心子 - 城子坦 - 明陽 - 高陽鎮 - 大鄭 - 荘河
- 金州東門は貨物駅
- 2010年2月の時点ですでに牛角山、蚕廠屯、泉水屯、旗杵底、大劉家の各駅については定期旅客列車の設定がなかった。

## 計画
- 2010年中に丹大線が着工され[3]、金荘線もその一部として改良が行われる見込みである。
- 海岫線の荘河への延伸工事が2010年に着工予定である。
- 大連地下鉄3号線の小窯湾駅から登沙河への延伸構想がある。